# لباب المحصل في أصول الدين (كتاب)
لباب المحصل في أصول الدين كتاب من تأليف ابن خلدون وهو اختصار وتهذيب لكتاب «محصل أفكار المتقدمين والمتأخرين من العلماء والحكماء والمتكلمين» لفخر الدين الرازي، وقد انتهى ابن خلدون من اختصاره في التاسع والعشرين من شهر صفر سنة 752 هـ (27 إبريل 1351)، كما هو ثابت على المخطوطة بخط ابن خلدون نفسه، والمخطوطة في إسبانيا بمكتبة الإسكوريال رقمها في فهرس دار بنور 1614، وكان رقمها في فهرس الإسكوريال القديم الذي وضعه العزيزي 1069.
أي أن عمر ابن خلدون عندما فرغ من تأليفه للكتاب كان تسع عشرة سنة وستة أشهر، وهو من أوائل كتبه. طبع في القاهرة سنة 1905 هو عبارة عن خلاصة توجز جميع الثقافة العربية الإسلامية فيما يخص مسألة العقيدة وانعكاساتها الفلسفية. وقد نشره الأب الأوغسطيني لوسياربيوه أستاذ الفلسفة في دير الإسكوريال الملكي، وذلك ضمن منشورات معهد مولاي الحسن في تطوان بدار الطباعة المغربية سنة 1952، وكان موضوعاً لرسالته في الدكتوراه من كلية الفلسفة والآداب بمدريد إلى جانب ترجمة الكتاب إلى الإسبانية.

## سبب تأليف الكتاب
وقد ذكر في مقدمة الكتاب سبب تأليفه للكتاب فإنه قرأ كتاب المحصل على شيخه محمد بن إبراهيم الآبلي شيخ العلوم العقلية في المغرب، قال:
«إلى أن قرأنا بين يديه كتاب (المحصل) الذي صنعه الإمام الكبير فخر الدين الرازي، فوجدناه كتابا احتوى على مذهب كل فريق، وأخذ في تحقيقه كل مسلك وطريق إلا أن فيه إسهاباً لا تميل همم أهل العصر إليه وإطنابا لا تعوّل قرائحهم عليه، فرأيت بعون اللّه تعالى أن أحذف من ألفاظه ما يستغنى عنه وأترك منها ما لابد منه، وأضيف كل جواب إلى سؤاله، وأنسج في جميعها على منواله، فاختصرته، وهذبته، وحذوت ترتيبه، وأضفت إليه ما أمكن من كلام الإمام الكبير نصير الدين الطوسي و قليلا من بنيات فكري و عبرت عنهما ب «ولقائل أن يقول» وسميته «لباب المحصل»، فجاء بحمد الله رائق اللفظ والمعنى، مشيد القواعد والمبنى.»

## محتوى الكتاب
جاء الكتاب مشتملا على أربعة أركان:

### الركن الأول
في المقدمات وهي ثلاث: الأولى في البديهيات وسماها الرازي في «المحصل» بالعلوم الأولية، وفيها القول في التصورات والتصديقات، والرد على منكري البديهيات والثانية في النظر، وفيها الكلام في مسائل ترتبط بتعريف النظر وأحكامه، والثالثة في الدليل وأقسامه.

### الركن الثاني
في المعلومات ويشتمل على عرض لمسائل الوجود والموجودات: الواجب لذاته والممكن لذاته، والجوهر والعرض، والقديم والحادث. ثم أورد خاتمة لهذا الركن وفيها نظران: الأول في الوحدة والكثرة، والثاني في العلة والمعلول.

### الركن الثالث
في الإلهيات وفيه أقسام:
- الأول في الذات: وفيه عرض لأنواع الاستدلال على وجود الذات، وينتهي رأي الرازي إلى القول بأن المؤثر في كل الأحوال وفي النهاية هو الله وهو الواحد في ذاته، والعالم كله من آثاره، وأنه واجب الوجود على رأي الفلاسفة وخلافا لرأي الملاحدة.
- الثاني في الصفات: وقد أورد ابن خلدون ملخصا شاملا لأقوال المعتزلة والفلاسفة في صفات الله والردود عليها، وإن ثبتت هذه الصفات لله تعالى فمع وجود الفارق، وينتهي الرازي في مناقشته إلى أن صفاته تعالى هي عين ذاته، والله تعالى ليس بمتحيز في مكان خلافا لرأي المجسمة والمشبهة، ولا يتحد الله بشيء خلافا لما يراه بعض الصوفية، وهو ليس في جهة ولا يتصف بحادث كما تقول الكرامية، ويستحيل عليه اللذة والألم خلافا لرأي الفلاسفة في اللذة العقلية، ولا يتصف بلون ولا طعم، وهو تعالى قادر، فعال لما يريد خلافا لرأي اتباع الأفلاطونية المحدثة من أصحاب نظرية الفيض، وهو تعالى حي مريد سميع بصير متكلم اتفاقا.
- الثالث في الأفعال: وفيه رد على المعتزلة في خلق أفعال العباد، والقول بالتولد، والقول بالحسن والقبح الذاتيين، والقول بنسبة اللطف والعوض والصلاح والأصلح إلى الله.
- الرابع في الأسماء: وبهذا الفصل ينتهي ركن الإلهيات، ويقرر من خلاله أن أسماء الله إنما تشير أو تدل في الحقيقة على الماهية الإلهية في تمامها أو في وجودها الأساسي.

### الركن الرابع
في السمعيات وفيه أقسام: الأول في النبوات، والثاني في المعاد، والثالث في الأسماء والأحكام، والرابع في الإمامة. ويختتم الكلام عن الإيمان، والكفر، ثم الإمامة والشيعة.